# Jan Palach
Jan Palach (pronunție în cehă [jan ˈpalax]; n. 11 august 1948 - d. 19 ianuarie 1969, Praga) a fost un student ceh de istorie și economie politică la Universitatea Carolină din Praga. El și-a dat foc în Piața Venceslau (Václav) din Praga pe 16 ianuarie 1969 în semn de protest față de invadarea Cehoslovaciei de armatele Tratatului de la Varșovia în scopul opririi reformelor Primăverii de la Praga.

## Moartea sa
În august 1968 Uniunea Sovietică a invadat Cehoslovacia pentru a înăbuși reformele liberale ale administrației conduse de Alexander Dubček în perioada cunoscută sub numele de Primăvara de la Praga. Studentul Jan Palach (născut la Praga) a decis să se sacrifice în semn de protest față de această invazie și și-a dat foc în Piața Wenceslas, pe 16 ianuarie 1969. Potrivit unei scrisori pe care a trimis-o mai multor persoane publice, s-ar fi înființat o organizație clandestină de rezistență cu scopul de a practica auto-incendierea până când cererile membrilor ei vor fi îndeplinite; cu toate acestea, se pare că un astfel de grup nu a existat niciodată. Cererile expuse în scrisoare au fost abolirea cenzurii și stoparea difuzării Zprávy, ziarul oficial al forțelor de ocupație sovietice. În plus, scrisoarea îi chema pe cehi și pe slovaci la o grevă generală în sprijinul acestor cereri. Într-o ciornă a scrisorii pe care a scris-o, Palach cerea demisia unor politicieni prosovietici, dar această cerere nu a apărut în versiunea finală, având inclusă observația că „cererile noastre nu sunt extreme, dimpotrivă”. Palach a murit din cauza arsurilor la câteva zile după actul său, în spital. În timp ce se afla pe patul de moarte, el a fost vizitat de o studentă colegă și de un lider al studenților, cărora le-a înmânat unul din exemplarele scrisorii sale. S-a afirmat că el ar fi cerut altora să nu facă ceea ce a făcut el, ci să continue lupta prin alte mijloace, dar există îndoieli că el ar fi spus într-adevăr acest lucru.
Potrivit Jaroslavei Moserová, o specialistă în arsuri care a fost prima ce i-a oferit îngrijire medicală lui Palach la Spitalul Universității Caroline din Praga, studentul nu și-a dat foc pentru a protesta împotriva ocupației sovietice, ci a făcut acest lucru pentru a protesta împotriva „demoralizării” cetățenilor cehoslovaci cauzate de ocupație.
| “ | „Nu a fost atât de mult un gest de opoziție față de ocupația sovietică, ci față de demoralizarea care s-a produs că oamenii nu doar au renunțat, ci că s-au dat bătuți. Și el a vrut să se oprească acea demoralizare. Mă gândesc la oamenii de pe stradă, mulțimea de oameni de pe stradă, tăcuți, cu ochi triști, cu fețe serioase, care, atunci când te uitai la acei oameni ai înțeles că toată lumea înțelege că toți oamenii cumsecade erau pe punctul de a face compromisuri.” | ” |

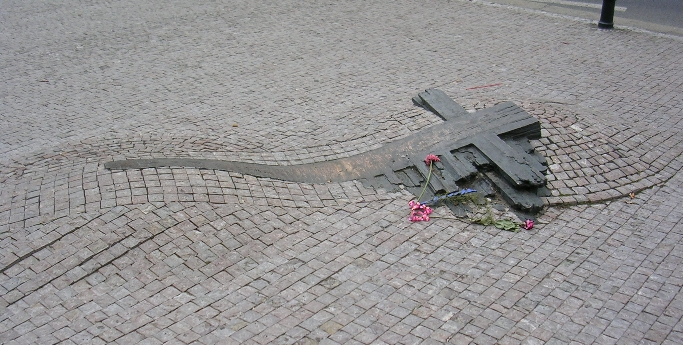
Memorialul Jan Palach și Jan Zajíc din fața Muzeului Național din Praga

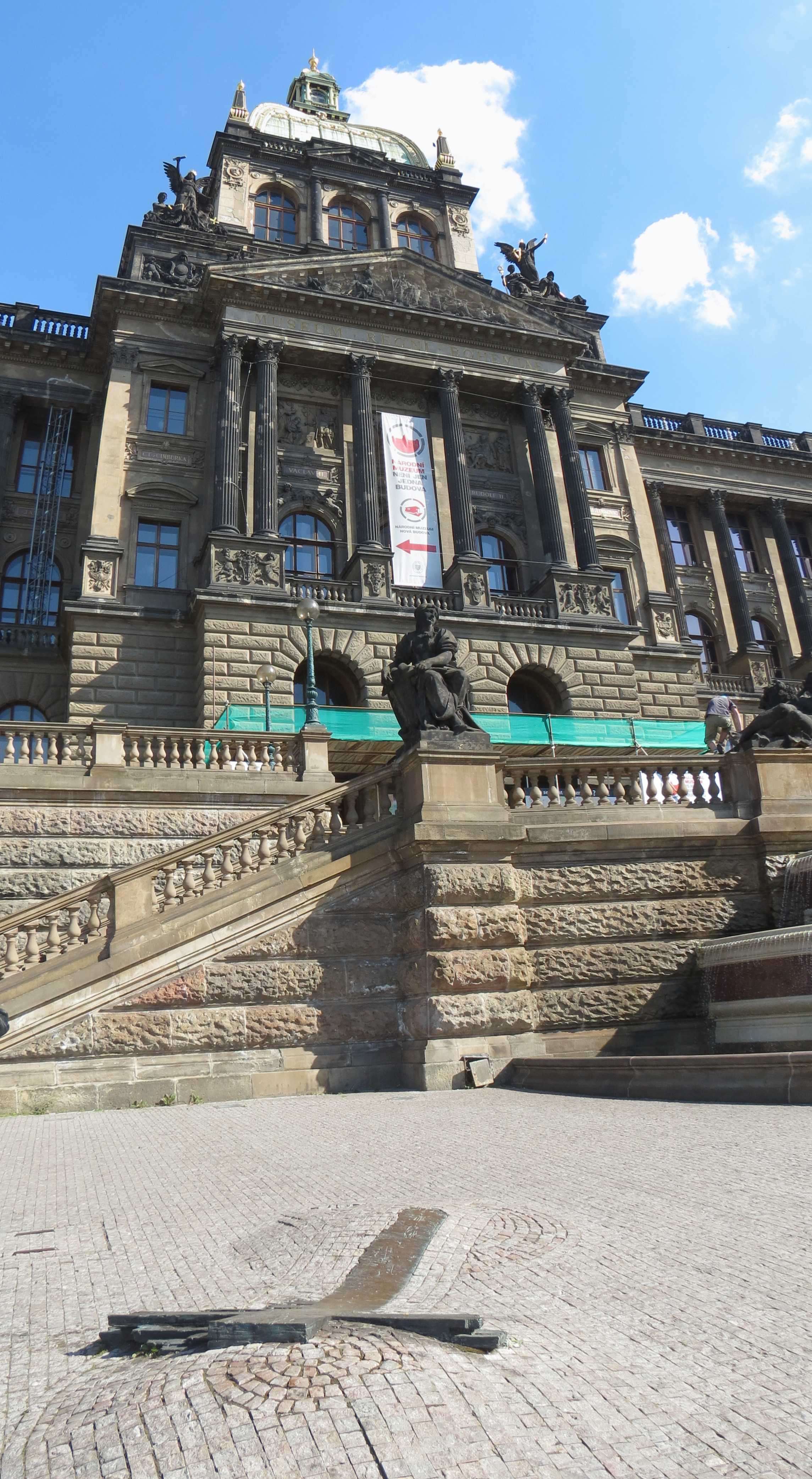
Memorialul din fața Muzeului Național

Funeraliile lui Palach s-au transformat într-un protest major la adresa ocupației sovietice. O lună mai târziu (pe 25 februarie), un alt student, Jan Zajíc, și-a dat foc în același loc. Acesta a fost urmat în 4 aprilie 1969 de către Evžen Plocek la Jihlava, dar și de alții.
Autoincendierea lui Palach a fost cel de-al doilea act de acest fel după cel al polonezului Ryszard Siwiec, care a fost ascuns cu succes de către autorități și a fost în mare parte uitat până la căderea comunismului. Palach nu a știut de gestul de protest al lui Siwiec.

## Recunoaștere postumă

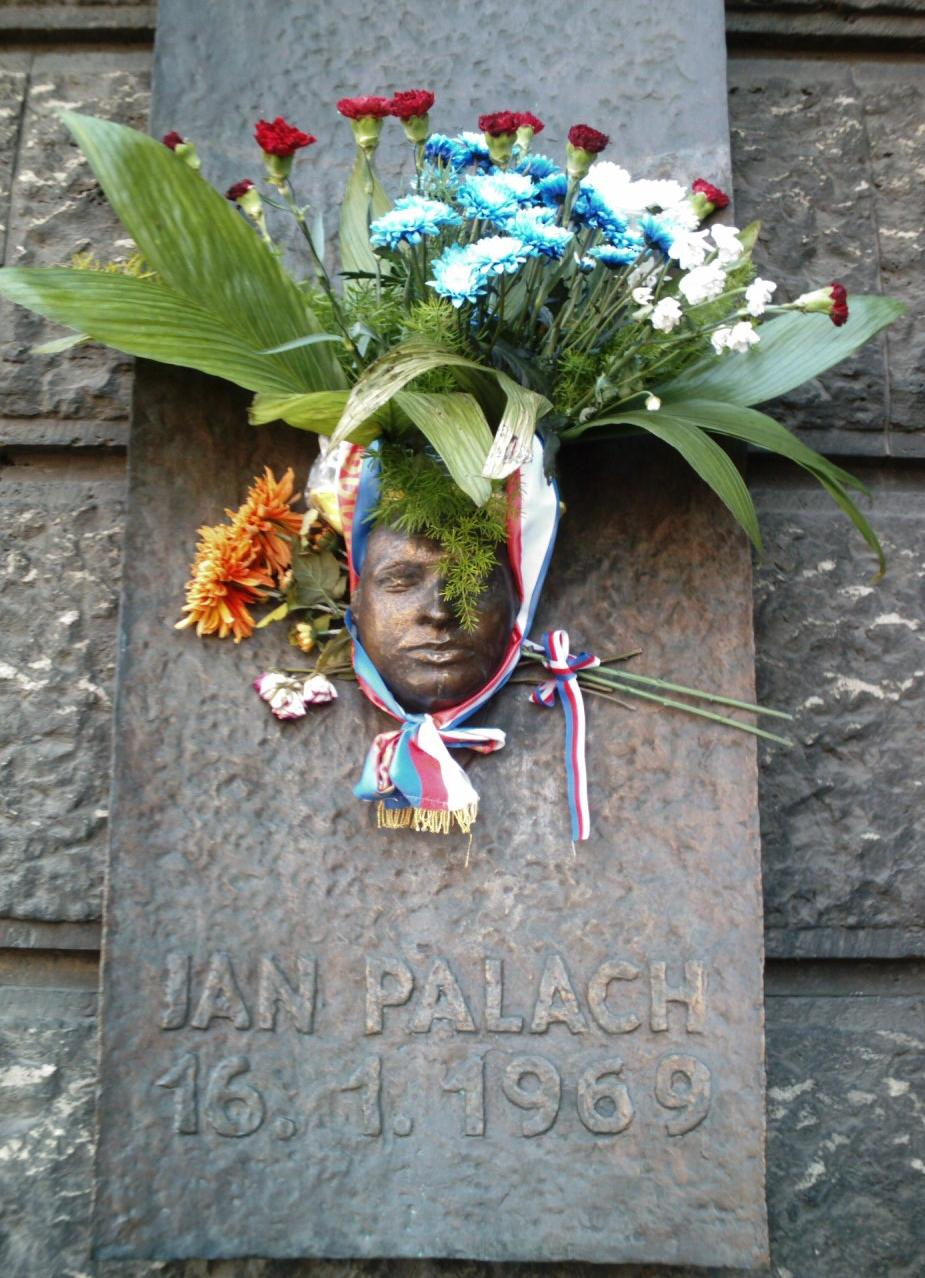
Placă memorială cu masca mortuară a lui Jan Palach realizată de Olbram Zoubek și amplasată în piața Jan Palach

Jan Palach a fost un martir și, în timpul regimului comunist, era un simbol pentru o Cehoslovacie liberă.
Palach a fost îngropat inițial în cimitirul Olšany. Deoarece mormântul său se transformase într-un altar național, poliția secretă cehoslovacă (StB) a dorit să distrugă orice amintire a faptei lui Palach și a deshumat rămășițele sale în noaptea de 25 octombrie 1973. Corpul său a fost incinerat, iar cenușa sa a fost trimisă mamei sale în orașul Všetaty în timp ce o femeie bătrână necunoscută dintr-un azil a fost înmormântată în acel mormânt. Mamei lui Palach nu i s-a permis să depună urna în cimitirul local până în 1974. Pe 25 octombrie 1990 urna s-a întors oficial în locul său inițial din Praga.
Cu prilejul celei de-a 20-a comemorări a morții lui Palach, au avut loc proteste în memoria lui Palach (dar concepute ca o critică la adresa regimului) care au escaladat în ceea ce a fost numită „Săptămâna lui Palach”. Seria de demonstrații anticomuniste de la Praga dintre 15 și 21 ianuarie 1989 a fost suprimată de poliție, care i-a bătut pe manifestanți și a folosit tunurile cu apă, prinzându-i adesea pe simpli trecători în represiunile organizate. Săptămâna Palach este considerată una dintre demonstrațiile catalizatoare care au precedat căderea comunismului în Cehoslovacia, ce a avut loc zece luni mai târziu.
După Revoluția de Catifea, Palach (împreună cu Zajíc) a fost comemorat la Praga de o cruce de bronz introdusă în pavajul din locul unde și-a dat foc de lângă Muzeul Național, iar o piață a fost numită în onoarea lui. Astronomul ceh Luboš Kohoutek, care a părăsit Cehoslovacia în anul următor, a numit un asteroid pe care l-a descoperit pe 22 august 1969, după Jan Palach (1834 Palach). Există mai multe alte monumente dedicate lui Palach în orașe din toată Europa, inclusiv un mic memorial în interiorul tunelului prin ghețarul de sub Jungfraujoch, în Elveția.
Mai multe alte incidente de autoincendiere de mai târziu ar putea fi influențate de exemplul lui Palach și de popularitatea sa în mass-media. În primăvara anului 2003 șase tineri cehi s-au incendiat mortal, în special Zdeněk Adamec, un student de 19 ani din Humpolec care și-a dat foc în 6 martie 2003 aproape în același loc din fața Muzeului Național unde Palach s-a incendiat, lăsând un bilet de adio ce făcea trimitere în mod explicit la gestul lui Palach și al altora care s-au sinucis în Primăvara de la Praga din 1969.
La mică distanță de locul autoincendierii lui Palach, un grup statuar din Piața Orașului Vechi din Praga îl omagiază pe reformatorul religios boem Jan Hus, care a fost ars pe rug pentru convingerile sale în 1415. El a fost sărbătorit ca un erou național timp de mai multe secole, iar unele comentarii leagă autoincendierea lui Palach de executarea lui Hus.

## Referințe culturale

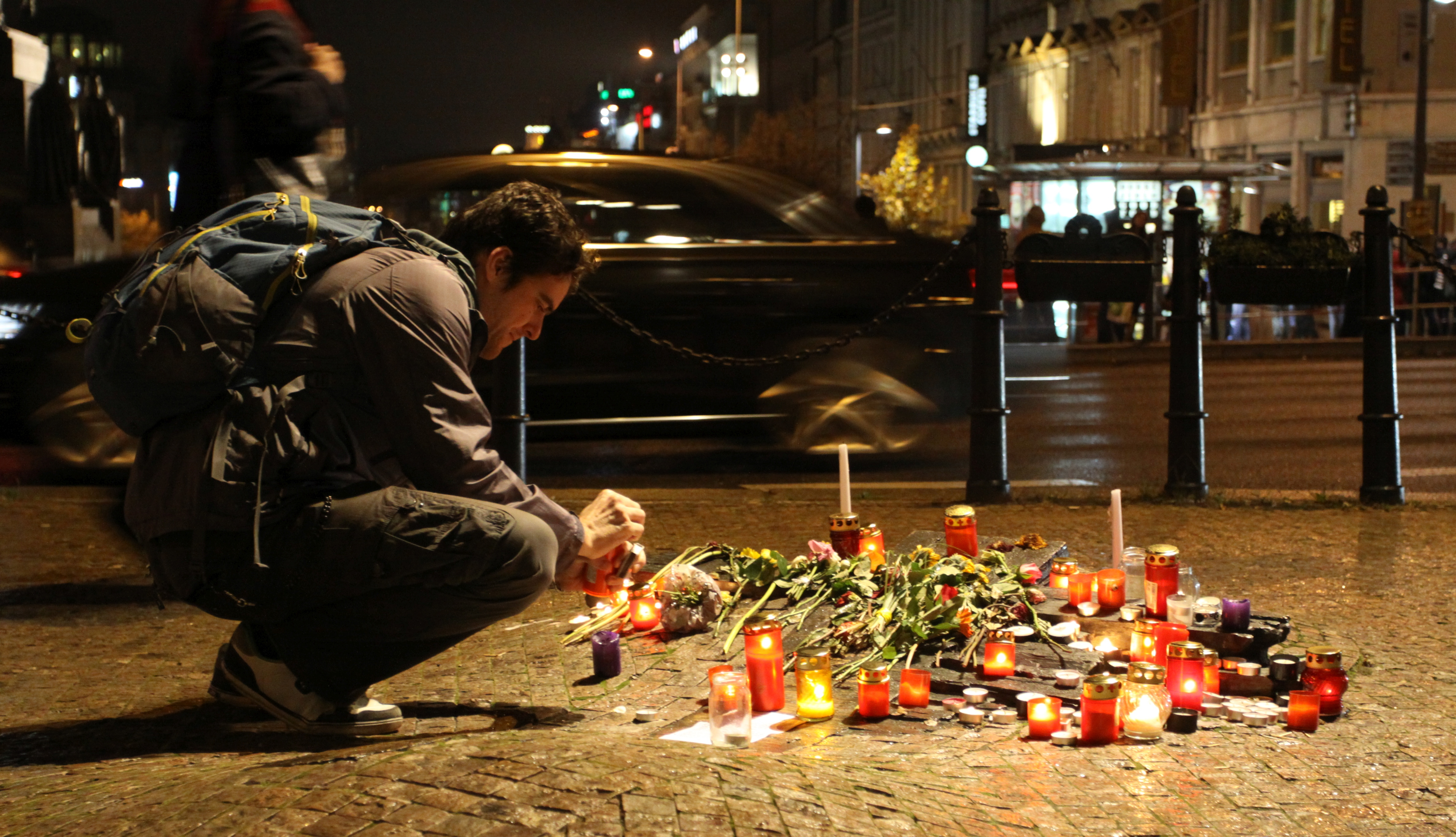
Memorialul dedicat lui Jan Palach și Jan Zajíc în fața Muzeului Național în timpul celei de-a 25-a aniversări a Revoluției de Catifea